# Jakt & Jägare
Jakt & Jägare är en tidskrift som utges av Jägarnas Riksförbund. Tidskriften berör ämnen som är relaterade till jakt och viltvård. Tidskriften utges med 10 nummer per år och har en TS-kontrollerad upplaga på 155 000 ex för 2016. Därmed är Jakt & Jägare Sveriges näst största jakttidning. Webbupplagan jaktojagare.se har nyhetsbevakning dagligen.